# Cora (grande distribution)
 (octobre 2024).
Pour les articles homonymes, voir Cora.
Cora est le nom d'une enseigne d'hypermarchés créée par Philippe Bouriez en 1974. 
Le premier hypermarché ouvre sous franchise Carrefour à Garges-lès-Gonesse (Val-d'Oise) en 1969. Un réseau de points de vente se développe alors dans le nord de la France et en Belgique au début des années 1970. Cora devient une enseigne indépendante à la fin du contrat de franchise avec Carrefour en 1974.  
L'enseigne est présente en France de ses débuts jusqu'au rachat des activités françaises du groupe Louis Delhaize en juillet 2024 par le groupe Carrefour. Les 60 magasins Cora français passent ainsi sous l'enseigne Carrefour le 19 novembre 2024. La même année, le groupe Louis Delhaize avait déjà cédé ses deux magasins Cora du Luxembourg au groupe français E.Leclerc. L'enseigne a également détenu des magasins en Roumanie et en Hongrie par le passé.  
Le 8 avril 2025, Cora annonce sa volonté de fermer ses sept magasins belges début 2026, mettant ainsi à la porte 1 779 employés,.

## Origine du nom
Une rumeur, démentie par Cora, suggère qu'à la fin de la franchise avec Carrefour, il a fallu trouver un nom pour l'enseigne et qu'au même moment une petite entreprise homonyme des alentours de Verdun avait fait faillite. Il y eut un rachat de ce nom et celui-ci avait comme avantage de pouvoir s'écrire avec les lettres C, A, R et O de Carrefour, et les couleurs de l'enseigne furent conservées.
Une autre théorie est que le nom « Cora » serait emprunté à la déesse grecque Perséphone (romaine : Proserpine), également connue sous le nom de Cora.[réf. nécessaire]

## Historique

### Origines
En 1850, Jacques Delhaize, négociant en vins, imagine et applique en Belgique le principe du succursalisme, des points de vente livrés par un entrepôt central. L'un de ses fils, Louis Delhaize, développe une société qui est à l'origine du groupe actuel.
Au début du XXe siècle, leurs descendants, Georges et René Delhaize, s'installent dans le nord et l'est de la France. Le premier crée les Docks du Nord à Lille. Le second achète Sanal à Nancy et Sadal à Strasbourg.
En 1928, André Bouriez, un des neveux des frères Delhaize, entre à la Sanal à Nancy.

En 1965, André Bouriez, rapproche les réseaux Mielle, Sanal, Sadal Docks du Nord.

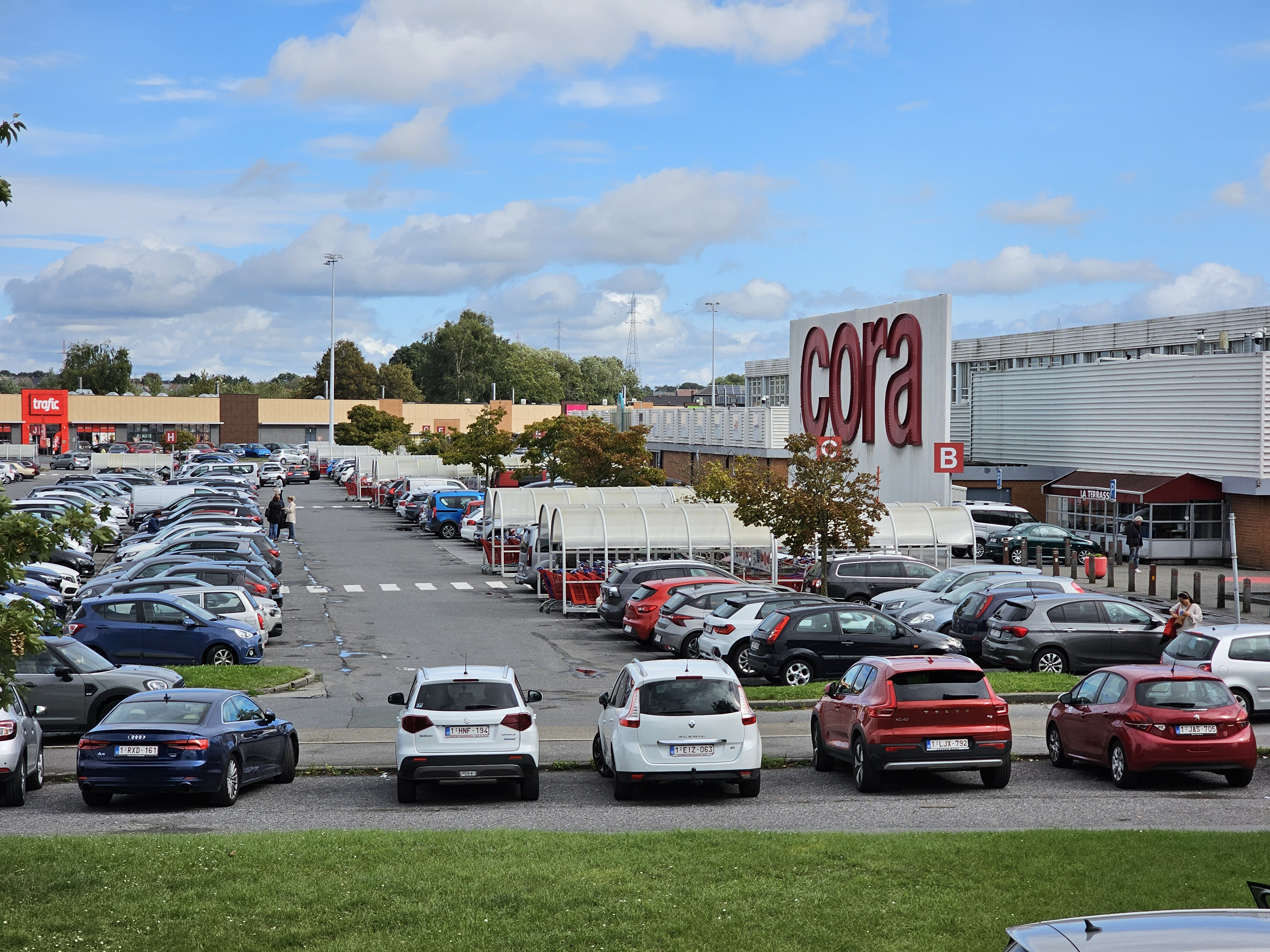
Le Cora de La Louvière, dans la Province de Hainaut (Belgique).

### Cora (1969-2024)
Le premier hypermarché Cora français ouvre en septembre 1969, franchisé par le groupe Carrefour à Garges-les-Gonesse, suivi peu après d'un second à Villers-Semeuse (Ardennes). Le premier hypermarché Cora belge ouvre également en 1969, à Hornu. Entre 1970 et 1975 ouvrent ensuite dix magasins Cora sous franchise Carrefour à Bruay-la-Buissière, Courrières, Wattignies, Houdemont, Mundolsheim, Houssen, Vendin-le-Vieil, Sarrebourg.[réf. souhaitée]
En 1974, les contrats de franchise expirent, l'enseigne « Cora » devient indépendante. En 1975, Philippe Bouriez devient président du groupe Louis Delhaize. De 1975 à 1985, Cora ouvre un hypermarché tous les six mois avec le slogan « Cora, la qualité est là ! ».
En 1982, l'enseigne rachète le groupe Révillon.
En avril 1984, Cora reprend quinze hypermarchés et dix cafétérias Radar.
En septembre 1989 : lancement de 500 produits signés Cora.
En 1991, prise en compte de l'aspect environnemental avec la création d'une quarantaine de produits à marque Génération Verte (biodégradabilité supérieure à 95 %). En 1992, première édition des « Écoles du désert » en collaboration avec l'agence GAO Voyage. Chaque année un enfant de chaque magasin partira dans un pays d'Afrique à des fins humanitaires (livraisons dans les écoles de plusieurs tonnes de matériel scolaire).
En 1995, développement de gammes de produits spécifiques : les tondeuses Verciel, les vélos Optim'Alp, l'électroménager Domeos, le textile Influx. En 1997 : lancement de la marque « Engagement dès l'origine » ; 1998, lancement des produits à marque « Cora Nature Bio ». En 1999, création de la centrale d'achat « Opéra », en association avec le groupe Casino. Opéra devient la 3e centrale d'achat française, en volume. En 2000, lancement des produits Cora destinés aux enfants et animés par le personnage « Kido ». (Kida, la sœur de Kido fera son entrée en 2013).

En 2002, Cora se sépare du groupe Casino et crée sa propre centrale d'achat, Provera qui est confiée à Kuehne+Nagel. Il existe plusieurs dépôts, comme celui de Roye (80), Bondoufle (91). La même année, Cora propose environ 3500 produits et lance les produits participant au développement durable ainsi qu'une gamme de produits de Terroir à la marque « Patrimoine Gourmand » En 2003, Cora lance l'enseigne « Cora Voyages ».
Provera est la centrale d'achats alimentaire de plusieurs enseignes telles que Cora, Match, Maximo, Migros France et Francap.
En 2008, remplacement progressif des produits « Engagement Dès l'Origine » par les produits « Cora Dégustation ».
Depuis 2010, chaque année, Cora lance le collector Cora destiné aux enfants. Au début, il y avait des cartes autocollantes en 2011 (Kung Fu Panda 2, Madagascar 2, Shrek…) puis des jetons en 2012 (Madagascar 3) et ensuite des balles rebondissantes en 2013 (Schtroumpfs) à collectionner. En 2014, le collector est sur le thème des animaux avec des cartes animées. Une bourse d'échange est organisée chaque année dans tous les magasins. En raison du déclin des ventes d'année en année, le collector sera arrêté à partir de la rentrée 2015[pertinence contestée].
En 2014, Philippe Bouriez, père fondateur de Cora, décède à l'âge de 81 ans.
L'année 2014 est particulièrement difficile pour Cora, le chiffre d’affaires s’est établi à 4,57 milliards d’euros, soit une chute de 6,3 % sur l'année[source secondaire souhaitée].
En décembre 2014, Carrefour et Cora signent un accord de coopération des achats. Ce partenariat porte sur la négociation à l’achat des produits de marques nationales et internationales, alimentaires et bazar, à l’exception des marques de distributeur, des produits élaborés par les PME et des produits frais issus des filières agricoles. Ce partenariat sera effectif dès le 1er janvier 2015. Le communiqué des deux groupes précise également que « Carrefour et Cora / Supermarchés Match maintiennent leur politique commerciale propre, chaque enseigne définissant de manière séparée ses prix et sa politique promotionnelle ».
En mai 2015, après avoir déjà regroupé plusieurs de ses SAV en France, Cora annonce une nouvelle restructuration sur deux ans. Certains services comme la maintenance ou la sécurité sont concernés. Par ailleurs, la comptabilité individuelle de plusieurs magasins français va être centralisée au siège social.
En 2015, les ventes repartent à la hausse (+3,2 %) et les marges se redressent, notamment grâce à l'alliance des achats avec Carrefour[source secondaire souhaitée].
En août 2017, ouverture du 60e magasin à Bourgoin-Jallieu en Isère.
Entre 2007 et 2017, Cora a perdu 18 % de chiffre d'affaires, mais a maintenu un résultat d'exploitation à un bon niveau.
En avril 2017, Cora a entamé une restructuration interne impliquant l'externalisation des Services Après Vente. Un PSE (Plan de Sauvegarde de l'Emploi) est annoncé en septembre 2017 pour 2018. Ce plan concerne 540 personnes,.
En 2018, Cora ouvre en France son 61e magasin aux Pavillons-sous-Bois (93).

### Rachat de Cora France par le groupe Carrefour (2024)
En juillet 2023, le groupe Carrefour annonce le rachat de Cora en France et des supermarchés Match à l'horizon été 2024. Le rachat s'effectue sur la base d'une valeur d'entreprise de Cora de 1,05 milliard d'euros,,,. En juillet 2023, le groupe E.Leclerc annonce le rachat des magasins de l'enseigne Cora, Match et Smatch au Luxembourg.
En juillet 2024, la reprise de Cora France par le groupe Carrefour devient effective. Les magasins Cora en France sont progressivement remplacés par des Carrefour à partir du 1er octobre 2024 jusqu’au 19 novembre 2024, la bascule se déroule pendant une période de transition au cours de laquelle les hypermarchés restent ouverts.
|      | Chiffre d'affaires HT | Nombre d'employés |
| ---- | --------------------- | ----------------- |
| 2012 | 5 039 284 600         | 18 805            |
| 2013 | 4 880 994 320         | 18 397            |
| 2014 | 4 575 092 854         | Non communiqué    |
| 2015 | 4 719 901 198         | Non communiqué    |
| 2016 | 4 700 261 289         | 17 911            |
| 2017 | 4 688 059 196         | 18 072            |
| 2018 | 4 618 437 107         | Non communiqué    |
| 2019 | 4 086 526 316         | 17 861            |
| 2020 | 3 854 072 278         | 17 901            |
| 2021 | 3 821 801 109         | 17 416            |

## Identité visuelle
Cora possédait le même logo ovale depuis le milieu des années 1970. Certains détails (comme la police, le contour de l'ovale, par exemple) ont pu varier au cours des années, mais la forme reste la même.

Logo de Cora de 1974 à 2024.
Version simplifiée.

## Implantation

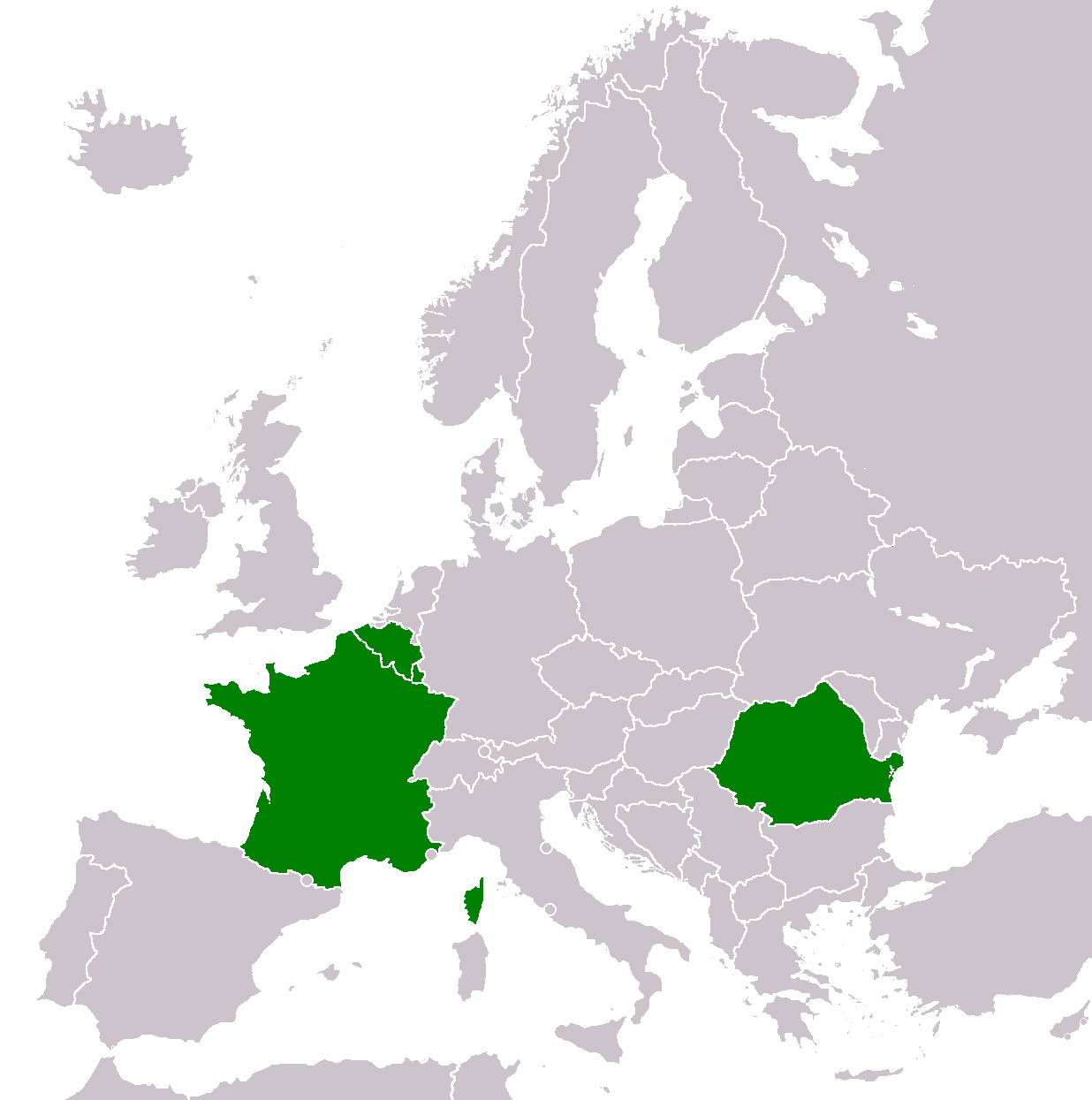
L’ancienne présence de Cora en Europe.

Il existait 61 hypermarchés Cora en France, dont 16 dans le Grand Est, 9 dans les Hauts-de-France, 7 en Île-de-France et 6 en Bourgogne-Franche-Comté. L'enseigne était également implantée en Auvergne-Rhône-Alpes (Vichy, Lempdes et Publier), en Bretagne (Pacé et Saint-Jouan-des-Guérets), en Centre-Val de Loire (Dreux et Blois), en Normandie (Évreux et Rots) et à Limoges. Le seul magasin Cora qui était présent dans le sud de la France se trouvait à Alès, dans le département du Gard ; Cora ouvrit un magasin à Bourgoin-Jallieu (Isère) en septembre 2017, une première depuis 1996. Ce dernier ferma cependant ses portes le 31 décembre 2022, faute de rentabilité.
Les agglomérations de l'Est de la France, comme Metz, Nancy, Reims et Mulhouse, étaient des bastions traditionnels de l'enseigne, qui y détenait plusieurs magasins. En 2011, le magasin Cora de Mundolsheim, en banlieue strasbourgeoise, était l'hypermarché le plus productif du réseau, avec un chiffre d'affaires de 146 millions d'euros,  suivi du centre commercial de Houdemont[réf. souhaitée], au sud de Nancy, qui était le plus vaste.
L'enseigne Cora est toujours présente en Belgique, y possédant sept magasins dans les agglomérations de Bruxelles, Liège, Charleroi, Mons, La Louvière et Arlon.
Cora a exploité des hypermarchés en Hongrie entre 1997 et 2012, avant qu'Auchan, déjà présent dans ce même pays, ne reprenne la totalité des magasins.
L’enseigne Cora était également présente en Roumanie et au Luxembourg jusqu’en 2024. En Roumanie, c’est l’enseigne Carrefour qui a repris la totalité des magasins tandis qu’au Luxembourg, c’est l’enseigne E.Leclerc qui a repris la totalité des magasins (Foetz et Bertrange).
Le 19 novembre 2024, la totalité des magasins Cora est remplacée par Carrefour en France, le groupe Carrefour ayant racheté l'enseigne en juillet de la même année.

## Controverses

### Condamnation d'une hôtesse de caisse pour vol de ticket de réduction
En octobre 2011, Cora fait la une des journaux pour avoir voulu licencier une employée accusée d'avoir récupéré un ticket pour un hamburger gratuit laissé à sa caisse par un client. L’hôtesse de caisse, une mère de famille gagnant le revenu minimum et employée au Cora Mondelange depuis dix ans, a été convoquée pendant plus de deux heures par la gendarmerie pour éclaircir ce vol de ticket de caisse. La députée PS de Mondelange (Moselle) Aurélie Filippetti avait appelé la direction à « mettre fin à cette mascarade honteuse au nom du respect de l'action syndicale ». La colère contre l'enseigne Cora a été ressentie au niveau national, et la pression fut telle que Cora a décidé d'abandonner les poursuites lancées contre la caissière,,.

### Licenciements de salariés refusant de travailler le dimanche
En octobre 2015, Cora licencie des salariés ayant refusé de travailler le dimanche. En mai 2019, le mode de gestion de Cora est à nouveau montré du doigt lorsque plusieurs salariés ont dénoncé avoir été licenciés pour avoir refusé de travailler le dimanche.
Le 24 mai 2019, mise sous pression par les polémiques déclenchées par d'anciens employés licenciés, la direction de Cora annonce vouloir ouvrir des négociations avec ses employés concernant le travail du dimanche,,.
Les salariés qui n'acceptent pas de travailler le dimanche s'exposent à des pressions. Selon un cadre de l'entreprise : « On les convainc de quitter l’entreprise en leur disant qu’ils auront droit au chômage. Si ça ne suffit pas, on leur cherche une faute grave. Ou on leur affirme que ne pas faire les dimanches, c’est une faute grave. »